# 4-Hydroxybenzoesäurepropylester
4-Hydroxybenzoesäurepropylester, auch para-Hydroxybenzoesäurepropylester (PHB-Propylester), ist der Propylester der aromatischen Carbonsäure 4-Hydroxybenzoesäure und gehört zu den Parabenen.

## Eigenschaften
4-Hydroxybenzoesäurepropylester ist eine farblose, geruchlose, kristalline Substanz, die einen leicht brennenden Geschmack besitzt und schwach anästhesierend wirkt. Der Schmelzpunkt liegt bei 96,1 °C mit einer Schmelzenthalpie von 150,7 J·g−1. Der Flammpunkt liegt bei 180 °C.
Die Verbindung kristallisiert in einem monoklinen Kristallgitter mit der Raumgruppe P21/c (Raumgruppen-Nr. 14). Die Dampfdruckfunktion ergibt sich nach August entsprechend ln(P) = −A/T+B (P in Pa, T in K) mit A = 42,6 ±0,2 und B = 14883 ±77 im Temperaturbereich von 46 °C bis 60 °C. Aus der Dampfdruckfunktion lässt sich eine molare Sublimationsenthalpie von 123,7 kJ·mol−1 ableiten. Sie löst sich wenig in Wasser (0,5 g/l bei 25 °C), aber gut in organischen Lösungsmitteln wie Aceton, Chloroform, Ethanol und Ether. In alkalischen Lösungen bildet sich das Phenolat 4-(Propoxycarbonyl)phenolat.
| Löslichkeit in verschiedenen Lösungsmitteln (bei 25 °C, in g/100 g Lösungsmittel)[7] |        |                |          |         |                |        |              |           |
| Lösungsmittel                                                                        | Wasser | Wasser (80 °C) | Methanol | Ethanol | Propylenglycol | Aceton | Diethylether | Erdnussöl |
| Löslichkeit                                                                          | 0,05   | 0,30           | 124      | 95      | 26             | 105    | 50           | 1,5       |
Der 4-Hydroxybenzoesäurepropylester bildet mit anderen 4-Hydroxybenzoesäureestern eutektisch schmelzende Mischungen.
| Eutektika bei Mischungen von 4-Hydroxybenzoesäureestern[4] |               |              |              |
|                                                            | Methylparaben | Ethylparaben | Butylparaben |
| Molanteil Propylparaben                                    | 0,65          | 0,60         | 0,33         |
| Eutektischer Schmelzpunkt                                  | 77,8 °C       | 76,0 °C      | 54,6 °C      |

## Verwendung
4-Hydroxybenzoesäurepropylester ist ein Konservierungsmittel beispielsweise für Shampoos, Duschgels und andere kosmetische Produkte, in denen es in Konzentrationen bis 0,14 % (bei einzelner Verwendung oder in Summe zusammen mit anderen PHB-Estern; berechnet als Säure) als sicher angesehen wird. Es war ferner in der EU bis 2006 als Lebensmittelzusatzstoff der Nummer E 216 zugelassen. Wegen besserer Löslichkeit wurde meist das Natriumsalz (Natriummpropyl-p-hydroxybenzoat, E 217) verwendet.
Nachdem in Rattenversuchen Auswirkungen auf die Sexualhormone und die männlichen Fortpflanzungsorgane beobachtet worden waren und die EFSA für den Menschen keine sichere Tageshöchstdosis festzulegen vermochte, untersagte die EU 2006 die Verwendung in Lebensmitteln. Seit 2015 ist zusätzlich die Verwendung in nicht abzuspülenden Produkten (Leave-on-Präparate) zur Anwendung im Windelbereich von Kindern unter drei Jahren nicht mehr erlaubt.

## Gesundheitsgefahren
4-Hydroxybenzoesäurepropylester wurde 2015 von der EU gemäß der Verordnung (EG) Nr. 1907/2006 (REACH) im Rahmen der Stoffbewertung in den fortlaufenden Aktionsplan der Gemeinschaft (CoRAP) aufgenommen. Hierbei werden die Auswirkungen des Stoffs auf die menschliche Gesundheit bzw. die Umwelt neu bewertet und ggf. Folgemaßnahmen eingeleitet. Ursächlich für die Aufnahme von 4-Hydroxybenzoesäurepropylester waren die Besorgnisse bezüglich Verbraucherverwendung, Umweltexposition, Exposition empfindlicher Bevölkerungsgruppen und weit verbreiteter Verwendung sowie der möglichen Gefahr durch reproduktionstoxische Eigenschaften sowie als potentieller endokriner Disruptor. Die Neubewertung fand ab 2015 statt und wurde von Belgien durchgeführt. Anschließend wurde ein Abschlussbericht veröffentlicht.